# Sigilmasa

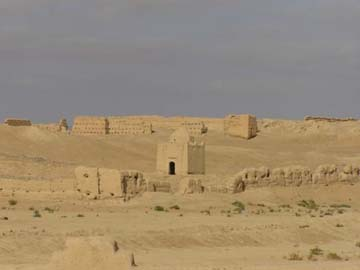
Ruïnes de Sigilmasa

Sigilmasa, Sijilmassa, Sidjilmasa, Sidjilmassa o Sigilmassa (amazic estàndard marroquí: ⵙⵉⵊⵉⵍⵎⴰⵙⴰ, Sijilmasa; àrab: سجلماسة, Sijilmāsa) fou una ciutat que, en època medieval, fou un important empori a la vora nord del desert del Sàhara, a l'est del que és ara el Marroc. Les ruïnes de la ciutat, a càrrec del Ministeri de Cultura del Marroc, són a la vora del riu Ziz, a l'oasi de Tafilelt, prop de la població de Rissani. La ciutat fou fundada per un grup sufrita vers el 757 i va florir a causa del comerç d'or regional. La història de la ciutat està marcada per unes quantes invasions successives de dinasties amazigues durant l'edat d'or de l'Islam amazic. Fins al segle xiv fou una mena de terminal nord de la ruta comercial transsahariana occidental i un dels centres de comerç més importants del Magrib. Després fou abandonada i va quedar en ruïnes. Avui dia Sigilmasa és considerada pel Fons Mundial de Monuments com un lloc amenaçat.

## Història

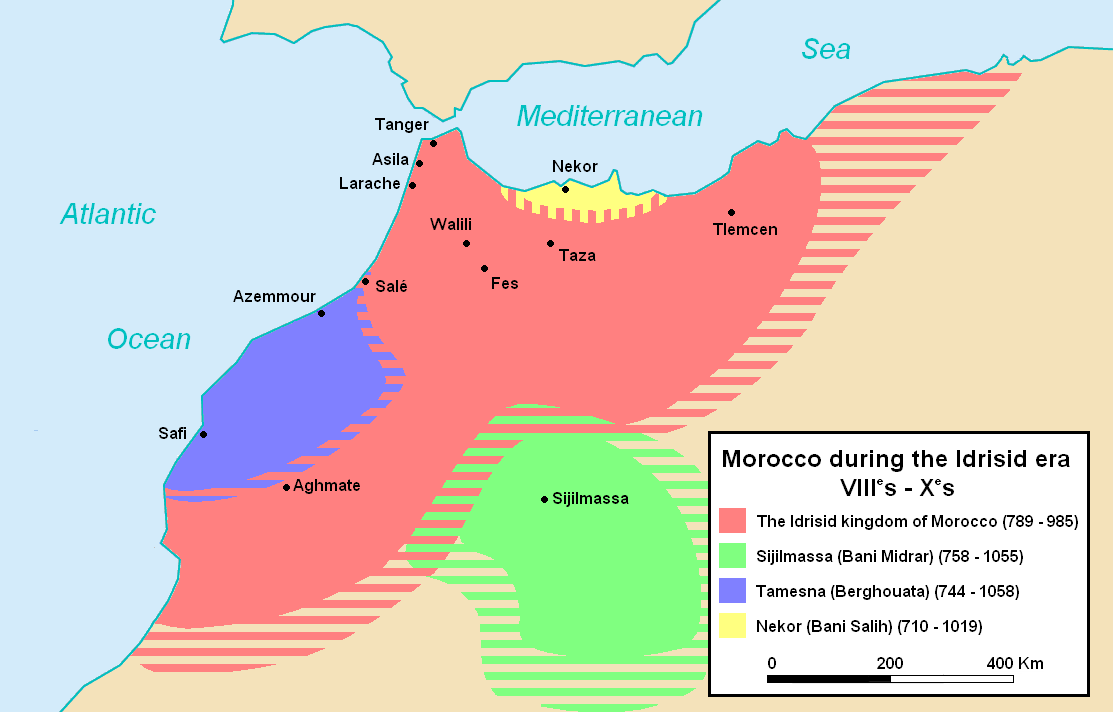
Mapa del Marroc idríssida i els seus veïns amb el Regne midràrida de Sigilmassa

Rutes comercials de l'occident del Sàhara vers 1000-1500. Les mines d'or indicades en daurat

Segons Abu-Ubayd al-Bakrí en el Llibre de rutes i llocs, un amazic miknasa de l'Àndalus, de nom Abu-l-Qàssim Samju (Samghu/Samgu o Samghun/Samgun) ibn Wàssul al-Miknassí, que havia adoptat les doctrines kharigites sufrites, va fundar la ciutat al voltant de la meitat del segle viii. La història que al-Bakrí relata diu que altres, probablement amazics i també kharigites sufrites, se'ls van unir per residir en aquell lloc fins que van arribar a ser-ne uns 40, i van fundar així la ciutat vers el 757-758. Hi va sorgir la dinastia midràrida o dels Banu Midrar. La riquesa econòmica de Sigilmasa derivada del seu comerç és evidenciada per la història increïble d'Ibn Hàwqal sobre un càrrec a un comerciant d'Awdaghost per quaranta-dos mil dinars d'un altre comerciant de Sigilmasa. Ibn Hàwqal explica que mai no ha sentit parlar d'una suma de diners tan gran en tots els seus viatges. Aquesta riquesa li va permetre afermar la seva independència tant del Califat Abbàssida primer, com més tard dels poders regionals, omeies a Còrdova, fatimites a Algèria (Magrib central) i Tunísia (tot i que aquests la van tenir com a base del seu cap i la van dominar breument). La dinastia va durar fins vers el 977-978, quan fou eliminada pels maghrawa, feudataris del califa de Còrdova.
El 1012 a la caiguda del califa a Còrdova, l'emirat maghrawa es va fer independent i es va apoderar de la regió del Draa i el 1016-1017 va ocupar Sufruy (Sefou), a la vall del Muluya, que depenia de Fes. Va esclatar la guerra entre l'emirat de Fes i el de Sigilmasa i aquest darrer va obtenir una important victòria i es va apoderar de molts territoris que pertanyien a Fes. Aviat els maghrawa es van enfrontar als almoràvits, que els van derrotar, mataren l'emir i ocuparen el territori (1053): els maghrawes que foren trobats a Sigilmasa foren morts pels vencedors (1053-1054) i els que van poder fugir es van refugiar a Sufruy i foren finalment dispersats el 1063; només van poder conservar algunes posicions a la riba del Muluia, que els almoràvits van ocupar el 1070-1071. Sota els almoràvits la ciutat participà en l'estructura de govern centralitzada de l'imperi.
Quan els almohades van ocupar la ciutat a mitjan segle xii, també aprofitaren la riquesa proporcionada pel comerç que passava per Sigilmasa. Tanmateix, la filosofia estricta imposada pels almoràvits al començament del seu regnat de Sigilmasa fou eclipsada per les pràctiques extremadament violentes dels almohades, que culminaren en la massacre de molts dels jueus que vivien a la ciutat (presumiblement pacíficament sota els almoràvits). A l'inici del segle xii la ciutat fou saquejada i després el califa Abd-al-Wàhid ar-Raixid (1232-1242) la va tenir com a refugi. Cap al final de la dinastia de sobirans almohades el poder va passar a la confederació amaziga zenata per mitjà de la dinastia marínida; Sigilmasa, una vegada més, pertanyia a una dinastia amaziga, en aquest cas la darrera. Els marínides la van ocupar per primer cop el 1255, però no la van dominar definitivament fins a vint anys després. Fou disputada entre els marínides de Fes i els abdalwadites de Tlemcen, però aquests darrers en foren finalment expulsats. A la segona meitat del segle xiii els àrabs Makil es van apoderar dels oasis marroquins fins que Abu-l-Hàssan Alí ibn Uthman (1331-1348) els va expulsar cap a Saguiet al-Hamra.
El viatger marroquí Ibn Battuta va passar per Sigilmasa en el seu viatge a l'Imperi de Mali el 1352-1353; va escriure: "Vaig arribar a la ciutat de Sigilmasa, una ciutat molt bonica. Té dàtils abundants i de bona qualitat. La ciutat d'al-Basra és com aquesta en l'abundància de dàtils, però els de Sigilmasa són superiors en qualitat". Ibn Battuta també esmenta Sigilmasa quan descriu la ciutat xinesa de Quanzhou: "En aquesta ciutat, com en totes les ciutats de la Xina, les persones tenen horts i camps i les seves cases al mig, com passa a Sigilmasa, al nostre país. Això és la causa per la qual les seves ciutats són tan grans".
Un fill d'Abu-Saïd Uthman (II) ibn Yaqub (1310-1331), de nom Abu Ali, va fer de Sigilmasa el centre d'un emirat dissident que va intentar estendre el seu domini cap al Touat i Marràqueix (1310-1331). Abu-l-Hàssan Alí ibn Uthman (1331-1348), germà del rebel, el va confirmar en el poder per assegurar-se la seva neutralitat durant una expedició contra Tlemcen (que feia en aliança amb els hàfsides). Finalment Abu Ali va caure presoner del seu germà i va acabar els seus dies encarcerat a Fes. Però Abu-l-Hàssan Alí, al retorn de la desgraciada expedició a Ifríqiya, es va haver de refugiar a Sigilmasa amenaçat pel seu fill Abu-Inan Faris; la ciutat aviat va retirar la seva lleialtat al pare en favor del fill.
L'esment següent de Sigilmasa en les fonts existents és de Lleó l'Africà (Leo Africanus), que viatjant pel Marroc a principis del segle xvi, va anar a l'oasi de Tafilalt i va trobar Sigilmassa destruïda. Fa comentaris sobre les "parets majestuoses i altes", que encara estaven en peus. Diu també que la ciutat estava construïda de manera elegant i que hi havia molts temples majestuosos i col·legis, i les sénies d'aigua la portaven des del riu Ziz. Lleó l'Africà diu que des que fou destruïda, els habitants de Sigilmasa s'havien traslladat, una altra vegada, als pobles de la rodalia i als castells; va romandre en aquesta àrea set mesos, i diu que era un lloc temperat i agradable. Segons Leo Africanus, la ciutat fou destruïa quan el seu darrer príncep fou assassinat pels ciutadans, després d'això la població es va escampar arreu del país. Ibn Khaldun diu en el seu Muqaddimah que la ciutat va caure a causa de la manca de recursos.
Lightfoot i Miller
citen uns quants fets dels seus propis descobriments in situ: diuen que la tradició oral conservada per alguns al Tafilalt deia que el "Soldà Negre", un dictador malèvol, fou enderrocat pel poble.
Sota la dinastia sadita al-Mamun ibn Àhmad (1605-1613), governador de Fes, es dedicava als plaers (era homosexual i li agradava beure) i va abandonar els seus deures religiosos, cosa que va molestar els notables (no al poble, que o no ho sabia o ho tolerava); les queixes van arribar al seu pare el soldà Àhmad al-Mansur (1578–1603), que es va disposar a anar a Fes. Al-Mamun va posar en peu de guerra les seves forces, uns 22.000 soldats, i es va disposar a marxar a Tlemcen buscant la protecció dels otomans. Ahmad al-Mansur, assabentat, va demorar la sortida cap a Fes, li va enviar una carta afectuosa, i li va donar les províncies del Draa i Sigilmasa. Al-Mamun va acceptar les recomanacions paternes i va marxar cap a Sigilmasa, però a mig camí va retornar a Fes i als seus hàbits anteriors. Llavors el soldà li va enviar ulemes que amb amenaces de tota mena van aconseguir un comportament més adient i van informar el soldà que el fill s'havia reformat. El 1603 va passar a control de Zaydan Abu-l-Maali (de 1603 a 1604 sobirà a Fes i després de 1607 de Marràqueix, enderrocat del 1612 al 1613 pel marabut Abu Maali i del desembre de 1618 al 1620 pel marabut Yahya ibn Abd Allah). Abu Maali o Mahalli va iniciar el domini dels marabuts a Sigilmasa; el Talfilet fou dominat després pel marabut Abu Zakariyya, que finalment en fou expulsat per l'alauita Ali Mulay al-Rashid ibn Muhammad (1666-1672).
La ciutat fou reconstruïda sota les ordres de Mulay Ismail (1672-1727) al segle xviii. El seu fill Abd Allah ben Ismail va succeir al seu germanastre Mawlay Ahmad al-Dhahabi ben Ismail el 5 de març de 1729, quan els Abid al-Bukhari (exèrcit de soldats negres creat pel seu pare Mawlay Ismail) el van portar al poder des de Sigilmasa, a petició de la seva mare; va entrar a Fes el 31 de març del 1729. El 1792 Mulay Abd al-Rahman ibn Muhammad es va apoderar del Tafilalt i el Sus i es va mantenir rebel fins a la seva mort (1797). El 1795 Mulay Sulayman (Slimane) va pujar al tron; havia viscut molts anys a Sigilmasa.
Sigilmasa fou conquerida i destruïda -una vegada més- per les tribus nòmades d'Ait Atta el 1818. Avui, les ruïnes de Sigilmasa, situades a un parell de km cap al nord de la ciutat de Rissani, són reconegudes pel Fons Mundial de Monuments com un lloc amenaçat, i són conservades pel Ministeri de Cultura marroquí.